# Ordirete
Ordirete is een geslacht van wantsen uit de familie van de Schizopteridae. Het geslacht werd voor het eerst wetenschappelijk beschreven door Hill in 1984.

## Soorten
Het genus is monotypisch en bevat alleen de volgende soort:

- Ordirete hopevalensis Hill, 1984